# Bensdorf
Bensdorf é um município da Alemanha, situado no distrito de Potsdam-Mittelmark, no estado de Brandemburgo. Tem 34,13 km² de área, e sua população em 2019 foi estimada em 1.239 habitantes.